# نورا عتال
نورا ماريا عتال (مواليد 12 يونيو 1999) عارضة أزياء مغربية بريطانية. كانت على غلاف عدد سبتمبر من مجلة فوغ البريطانية وفوغ العربية. اعتبارًا من يناير 2019 ، تم تصنيف نورا عتالكأحد أفضل «خمسين موديل» من قبل موديل.كوم.
اكتشف المصور جيمي هاوكسورث المصور في عتال في مدرستها، وكان يصور إعلان جي دبليو أندرسون. يعرف عنها انها عرضت لماركات عالمية مثل برادا ، وإيلي صعب ، واستوديوهات حب الشباب ، وبربري ، لويوي ، أوسكار دي لا رنتا ، وجاسون وو ، وستيلا مكارتني ، ونينا ريتشي ، وكلوي ، والتوزارا ، وسيلين ، وإتش آند إم ، وبرابال غورونغ ، ولونج تشامب ، وتومي هيلفيغر ، وماري كاترانتزو ، توب شوب ، هيرميس ، روبرتو كافالي ، مايكل كورس ، سونيا ريكيل ، فندي ، شانيل ، فالنتينو ، ديور ، فيرساتشي ، وألكسندر ماكوين.

## روابط خارجية
- نورا عتال على موقع IMDb (الإنجليزية)
- نورا عتال على موقع دليل عارضات الأزياء (الإنجليزية)

- نورا عتال في قاعدة بيانات الأفلام على الإنترنت
- نورا عتال على إنستغرام